# S-a întâmplat într-o noapte
S-a întâmplat într-o noapte (titlul original: în engleză It Happened One Night) este un film american din 1934 în regia lui Frank Capra, bazat pe povestea Night Bus a lui Samuel Hopkins Adams.

## Distribuție
- Clark Gable – Peter Warne
- Claudette Colbert – Ellie Andrews
- Walter Connolly – Alexander Andrews
- Roscoe Karns – Oscar Shapeley, un pasager enervant autobuz care încearcă să se ia de Ellie
- Jameson Thomas – "King" Westley
- Alan Hale – Danker
- Arthur Hoyt – Zeke
- Blanche Friderici – soția lui Zeke
- Charles C. Wilson – Joe Gordon
- Ward Bond – șoferul de autobuz de la începutul filmului nemenționat

## Premii și nominalizări

### Premii Oscar
A câștigat toate cele cinci Academy Award la care a fost nominalizat:
| Premiu                   | Rezultat | Câștigător                                    |
| ------------------------ | -------- | --------------------------------------------- |
| Best Picture             | Câștigat | Columbia Pictures (Frank Capra și Harry Cohn) |
| Best Director            | Câștigat | Frank Capra                                   |
| Best Actor               | Câștigat | Clark Gable                                   |
| Best Actress             | Câștigat | Claudette Colbert                             |
| Best Writing, Adaptation | Câștigat | Robert Riskin                                 |

### American Film Institute
- 1998 AFI's 100 Years... 100 Movies #35
- 2000 AFI's 100 Years... 100 Laughs #8
- 2002 AFI's 100 Years... 100 Passions #38
- 2007 AFI's 100 Years... 100 Movies (10th Anniversary Edition) #46
- 2008 AFI's 10 Top 10 #3 romantic comedy

## Legături externe
Materiale media legate de S-a întâmplat într-o noapte la Wikimedia Commons
- It Happened One Night la Internet Movie Database
- It Happened One Night la Allmovie
- It Happened One Night la TCM Movie Database
- It Happened One Night la Rotten Tomatoes
- It Happened One Night at Filmsite.org
- It Happened One Night at Virtual History

Streaming audio
- It Happened One Night on Lux Radio Theater: 20 martie 1939
- It Happened One Night on The Campbell Playhouse: 28 ianuarie 1940